# Vygon
Vygon è un'azienda multinazionale con sede a Écouen (Francia) che progetta, fabbrica e distribuisce dispositivi medici.

## Azienda
Vygon fu fondata nel 1962 dall'ingegnere belga  Pierre Simonet che ebbe l'intuizione commerciale di puntare su dispositivi medici monouso. Nel 1968 in Germania venne aperta la prima filiale estera di Vygon. Negli anni '70-‘80 allo stabilimento produttivo di Ecouen se ne aggiunsero altri a St. Saulve (Francia), Aachen (Germania),  Frameries (Belgio) e Avesnes sur Helpe (Francia), aprirono inoltre numerose filiali Vygon in tutta Europa nonché in  Nord e Sud America e in India.
Negli anni 2000 la presenza di Vygon si espanse ad altri continenti con le filiali in Medio Oriente e in Giappone. Per consolidare la presenza in USA nel 2007 il gruppo Vygon ha inoltre acquisito le aziende americane Advanced Medical Systems e Churchill Medical Products, la sede americana di Vygon è stata inoltre spostata a Montgomery (Pennsylvania).
Nel 2011 Vygon ha acquistato da Motorola lo stabilimento di Swindon (Regno Unito).
In Italia i dispositivi medici Vygon sono commercializzati fin dagli anni '70, la filiale Vygon Italia venne però ufficialmente fondata nel 2002 e nei successivi dieci anni si è sviluppata diventando il quarto paese per fatturato del gruppo Vygon.
Nel 2012 il gruppo Vygon conta nel complesso 25 filiali, 7 stabilimenti produttivi e circa 2000 dipendenti che garantiscono la presenza dei prodotti Vygon in oltre 100 nazioni.
Nell'aprile del 2013 Vygon ha siglato un accordo con il centro di ricerca Istituto Curie (Parigi) per sviluppare nuove soluzioni tecnologiche in ambito oncologico.
Nel settembre 2014 Vygon acquisisce Medwin, azienda francese specializzata nella produzione di pompe per nutrizione enterale.
Nel luglio 2015 Vygon acquisisce Perouse Medical, azienda francese specializzata nella progettazione e fabbricazione di dispositivi per accesso vascolare e cardiovascolare.

## Prodotti
Il gruppo Vygon copre autonomamente l'intera filiera produttiva dei propri dispositivi medici, dalla progettazione delle macchine di produzione alla sterilizzazione del prodotto finito.
I processi produttivi  e distributivi sono certificati secondo le norme ISO 9001 (sistema di gestione della qualità), ISO 13485 (sistema di gestione della qualità dei dispositivi medici)  e ISO 14001 (impatto ambientale).
Il catalogo Vygon è costituito da dispositivi medici monouso in materiale plastico (in particolare poliuretano, PVC e silicone) e da apparecchiature elettromedicali. Tali dispositivi sono destinati a numerosi ambiti applicativi tra cui il cateterismo vascolare, il supporto respiratorio, l'anestesia regionale, la nutrizione artificiale e il monitoraggio emodinamico. Questi prodotti  sono rivolti in particolare ai reparti ospedalieri di area critica quali terapia intensiva neonatale e adulti, rianimazione, emergenza&urgenza.